# Eucera lanata
Eucera lanata är en biart som beskrevs av Sitdikov 1988. Eucera lanata ingår i släktet långhornsbin, och familjen långtungebin. Inga underarter finns listade i Catalogue of Life.